# Négreville
Négreville es una comuna francesa situada en el departamento de Mancha, en la región de Normandía.

## Demografía
| 561 | 539 | 553 | 523 | 625 | 734 | 815 |
| Para los censos de 1962 a 1999 la población legal corresponde a la población sin duplicidades (Fuente: INSEE [Consultar]) |     |     |     |     |     |     |